# Meuzin
Der Meuzin ist ein Fluss in Frankreich, der in der Region Bourgogne-Franche-Comté verläuft. Er entspringt unter dem Namen Ruisseau du Creux Tombain im südlichen Gemeindegebiet von Ternant, entwässert generell in südöstlicher Richtung  und mündet nach rund 38 Kilometern im Gemeindegebiet von Palleau als linker Nebenfluss in die Dheune.
Der Meuzin tangiert in seinem Lauf hauptsächlich das Département Côte-d’Or und erreicht erst kurz vor seiner Mündung das Département Saône-et-Loire. Bei Nuits-Saint-Georges quert der Fluss eine Hauptverkehrsachse mit der Autobahn A31 und der Bahnstrecke Paris–Marseille.

## Orte am Fluss
(Reihenfolge in Fließrichtung)
- Ferme de Chevigny, Gemeinde Ternant
- L’Étang-Vergy
- Messanges
- Villars-Fontaine
- Nuits-Saint-Georges
- Quincey
- Gerland
- Argilly
- Villy-le-Moutier
- Corberon
- Corgengoux
- Palleau